# Louis Vauxcelles
Pour les articles homonymes, voir Vauxcelles.
Louis Vauxcelles, né Louis Mayer le 1er janvier 1870 à Paris, et mort le 21 juillet 1943 à Neuilly sur Seine, est un des critiques d'art français les plus influents du début du XXe siècle.
Il donnera son nom au fauvisme et plus tard au cubisme. Il a utilisé divers pseudonymes : Pinturrichio, Vasari, Coriolès, Critias.

## Parcours critique
D'un esprit conservateur, Louis Vauxcelles fut parfois réticent vis-à-vis des démarches avant-gardistes, et tenta de discréditer la cause cubiste. Mais, loin des assertions qui font parfois de lui un opposant à « l'art moderne », il écrivit des textes très favorables et objectifs sur nombre de ces artistes comme lors de l'exposition consacrée aux Fauves organisée en 1934 par la Gazette des beaux-arts.
Il contribue à divers journaux dont L'Art et la Vie, avant de tenir, à partir de 1904, la rubrique artistique du Gil Blas, où il publie des articles sur les expositions parisiennes. C'est de ses assertions dans ce quotidien que naît l'appellation du fauvisme, ("La candeur de ces bustes surprend au milieu de l'orgie de tons purs : c'est « Donatello chez les fauves », 17 octobre 1905), puis du cubisme (« M. Braque […] réduit tout, sites figures maisons, à des schémas géométriques, à des cubes », novembre 1908).

Il reconnait toutefois le mérite de certains artistes : 

« M. Matisse est l'un des plus robustement doués des peintres d'aujourd'hui. Il aurait pu obtenir de faciles bravos ; il préfère s'enfoncer, errer en des recherches passionnées, demander au pointillisme plus de vibration, de luminosité. Mais le souci de la forme souffre. »

— Gil Blas, 1905.

Son rejet de toute innovation le conduit à émettre des critiques acerbes qui font souvent passer l'analyse au second plan. Qualifiant Fernand Léger de « tubiste » à la suite du Salon des indépendants de 1911, il n'est pas moins décontenancé par l'exposition de la Section d'or et Le Roi et la Reine entourés de nus vite par Marcel Duchamp qui lui font dire : 

« le cubiste traversé ou non par des nus en vitesse, c'est Chocarne-Moreau un peu "bu". »

Picasso fut sans doute le moins épargné, bien que Vauxcelles ne connaisse pas ses œuvres : 

« J'ai crainte que le mystère dont s'entoure Picasso ne serve sa légende. Qu'il fasse une exposition […] nous le jugerons. André Salmon le compare à Goethe. C'est bien grave… »

Et à la suite des expositions du Salon des indépendants et d'automne de 1911, il traite celui-ci de « Ubu-Kub », insinuant que sa peinture est « une entreprise dirigée par les Allemands, contre la peinture française ». Ce à quoi Picasso répond par le Bouillon Kub en 1912.

Vauxcelles fut à l'origine d'une rumeur qui laissait entendre que le cubisme n'est que l'application des idées de vulgarisation sur la géométrie non euclidienne et les théories de Riemann émises par Maurice Princet : 

« M. Picasso expliqua ses intentions à M. Apollinaire, lequel s'empressa de les rédiger en formulaires et de les codifier. La chose s’ébruita, se propagea. Le cubisme, enfant de M. Princet, était né. »

En revanche, à l'égard d'Antonio de La Gandara, il ne tarit pas d'éloges, ainsi le 27 janvier 1903 dans Gil Blas : 

« … le peintre aimé jadis d'Albert Samain, d'Henri de Renier, et même du Chef des odeurs suaves veut bien me présenter ses œuvres. Il y a là du Whistler et du Gainsborough… »

Puis dans Femina du 15 octobre 1904 : 

« Peintre de grandes dames, de jolies femmes, M. Antonio de La Gandara a signé depuis 15 ans ses portraits célèbres, d'un art impressionnant, d'une élégance subtile et vraiment moderne… J'aime infiniment flâner, étendu sur le canapé viel or, écoutant La Gandara disséquer à belles dents un confrère. Cet hidalgo aux longs yeux de gazelle, aux cheveux noirs — d’un noir bleu, telle la chevelure de Moréas —, à l’esprit caustique, incisif est d’une délicieuse cruauté. Il excelle à saisir le défaut de la cuirasse de ses amis ; la grâce aguichante de Helleu maître de la pointe sèche, les voluptueux tourbillons de jupes troussées et retroussées du peintre livournais Boldini, le britannisme joli et compassé de Jacques Blanche, La Gandara les analyse et les déshabille avec une corrosive ingénuité… »

Vauxcelles entretient une amitié avec le graveur d'origine juive et russe, Jacob Balgley. Cherchant à valoriser le travail de ce dernier, il lui écrit : 

« Mon bien Cher. Tu es complètement idiot. Je persiste à trouver tes eaux-fortes et tes pointes-sèches les plus belles qu'on fasse aujourd'hui. Donc en faisant tous mes efforts pour arriver au succès, je n'agis pas contre ma conscience de critique mais dans le sens même de ma conscience et de ma conviction. Aie confiance en ton meilleur ami. Vauxcelles. »

## Documentation
Ses archives sont déposées à l'Institut national d'histoire de l'art.